# Hupogrammos Disciple
Hupogrammos Disciple, nome d'arte di Edmond Karban (...), è un chitarrista, tastierista e cantante rumeno celebre per essere componente e cofondatore della band black metal Negură Bunget.

## Biografia
Della vita privata di Hupogrammos Disciple, come pure di quella dei restanti componenti dei Negură Bunget, non si è a conoscenza. Egli, assieme a Negru, fondò nel 1994 i Wiccan Rede, che nel 1995 assumeranno il nome Negură Bunget e saranno il gruppo principale del polistrumentista, con cui pubblicherà ad oggi un totale di 7 album e raggiungerà la fama. Hupogrammos prese parte, sempre al fianco di Negru, anche al progetto denominato Makrothumia, una band progressive/doom death metal fondata nel 1994 ma scioltasi dopo pochi anni. È anche redattore della rivista musicale Negură Magazine/Music che fondò nel 2002 con Negru.

## Discografia

### Demo
- 1995 - From Transilvanian Forests

### EP
- 1998 - Sala Molksa
- 2005 - Inarborat Kosmos

### Album
- 1996 - Zîrnindu-să
- 2000 - Măiastru Sfetnic
- 2002 - 'N Crugu Bradului
- 2006 - OM
- 2010 - Măiestrit

### Raccolte
- 2004 - Negură Bunget Box